# MacOS Server
macOS Server es un sistema operativo para servidores desarrollado por Apple Inc. basado en Unix. Es idéntico a su versión de escritorio, pero incluye además herramientas administrativas gráficas para la gestión de usuarios, redes, y servicios de red como LDAP, Servidor de correo, Servidor Samba, DNS, entre otros. También incorpora en sus versiones más recientes un número adicional de servicios y herramientas para configurarlos, tales como Servidor web, herramientas para crear una Wiki, Servidor iChat, y otros más.
El 21 de abril de 2022, Apple decidió descontinuar este sistema operativo.

## Versiones

### Mac OS X Server 1.0 (Rhapsody)
Mac OS X Server 1.0 fue lanzado al mercado el 16 de marzo de 1999, es el primer sistema operativo creado por Apple tras la adquisición de NeXT. Es la continuación de Rhapsody. Aunque el Mac OS X Server 1.0 tiene una variante de la interfaz "Platinium" del Mac OS 8, está basado en el sistema operativo de NeXTSTEP en lugar del Mac OS Classic, lo que permitió a los usuarios tener una visión preliminar del sistema operativo Mac OS X.

### Mac OS X Server 10.0 (Cheetah Server)
Fecha de lanzamiento: 21 de mayo de 2001
Mac OS X Server 10.0 incluye la nueva interfaz gráfica Aqua, Apache, PHP, MySQL, Tomcat, WebDAV support, Macintosh Manager y NetBoot.

### Mac OS X Server 10.1 (Puma Server)
Fecha de lanzamiento: 25 de septiembre de 2001

### Mac OS X Server 10.2 (Jaguar Server)
Fecha de lanzamiento: 23 de agosto de 2002
Esta versión de Mac OS X Server incluye una actualización de Apple Open Directory y la administración de archivos, que ahora está basado en LDAP. Además se observan modificaciones importantes en NetBoot y NetInstall. Varios servicios de red comunes están implementados, tales como NTP, SNMP, Apache, servidor de correo (Postfix and Cyrus), LDAP (OpenLDAP), AFP, y servidor de impresión. La inclusión de Samba versión 3 permite la integración con servidores y clientes Windows. También se incluye MySQL v4.0.16 y PHP v4.3.7.

### Mac OS X Server 10.3 (Panther Server)
Fecha de lanzamiento: 23 de octubre de 2003
El 10.3 de Mac OS X Server incluye la actualización Open Directory de usuarios y administración de archivos, que en esta versión se basa en LDAP , a partir de la desaprobación de la próxima originóNetInfo arquitectura. El nuevo grupo de trabajo interfaz del Administrador de configuración mejorado de manera significativa. Muchos servicios de red comunes se proporcionan como NTP , SNMP , servidor web ( Apache ), servidor de correo ( Postfix y Cyrus ), LDAP ( OpenLDAP ), AFP , y el servidor de impresión. La inclusión de Samba versión 3 permite una estrecha integración con Windowsclientes y servidores. MySQL v4.0.16 y PHP v4.3.7 también están incluidos.

### Mac OS X Server 10.4 (Tiger Server)
Fecha de lanzamiento: 29 de abril de 2005

### Mac OS X Server 10.5 (Leopard Server)
Fecha de lanzamiento: 26 de octubre de 2007

### Mac OS X Server 10.6: (Snow Leopard)
Fecha de lanzamiento: 20 de octubre de 2010
Los requisitos de hardware para Mac OS X Server 10.4 son los siguientes:
|            | Requisitos                                                        |
| ---------- | ----------------------------------------------------------------- |
| Procesador | Mac con un procesador Intel, PowerPC G5, PowerPC G4, o PowerPC G3 |
| Memoria    | 512 MiB de RAM                                                    |
| Disco duro | 10 GB de espacio libre                                            |
| Otros      | Puerto FireWire                                                   |

Los requisitos de hardware para Mac OS X Server 10.5 son los siguientes:
|            | Requisitos                                                                 |
| ---------- | -------------------------------------------------------------------------- |
| Procesador | Mac con un procesador Intel, PowerPC G5, o PowerPC G4 (867 MHz o superior) |
| Memoria    | 1 GiB de RAM                                                               |
| Disco duro | 20 GB de espacio libre                                                     |

Los requisitos de hardware para Mac OS X Server 10.6 son los siguientes:
|            | Requisitos               |
| ---------- | ------------------------ |
| Procesador | Mac con procesador Intel |
| Memoria    | 2 GiB de RAM 3gb         |
| Disco duro | 10 GB de espacio libre   |

## Servicios incluidos
| |
| - MySQL - PHP - Firewall y gestor del mismo - NTP y SNMP - Servicio NAT - Servicios de Directorio, incluyendo Open Directory, LDAP y Servicios de Usuario vía Netinfo. - Servidor de Nombre de Dominio (DNS). - Servidor Samba con WINS. - Servidor Web Apache. - Servidor de correo - Soporte POP, IMAP y SMTP - Antivirus - Filtrado de SPAM - Cuotas - Listas de correo - Servidor de Impresión - Servidor Appletalk - Servidor DHCP - Servidor FTP - Servidor iChat - Servidor NetBoot y NFS - Servidor VPN, con soporte para L2TP y PPTP - Servidor Xgrid (Inglés) para Computación distribuida - Servidor de Aplicaciones WebObjects (Inglés), que es el servidor de Aplicaciones Web Java J2SE implementado por Apple. - Adicionalmente a WebObjects, que no es PureJava se incluye soporte para servidores de Aplicaciones Java Puros: JBoss, Tomcat, BEA WebLogic (Inglés) y WebSphere (Inglés) |